# Diego Velázquez

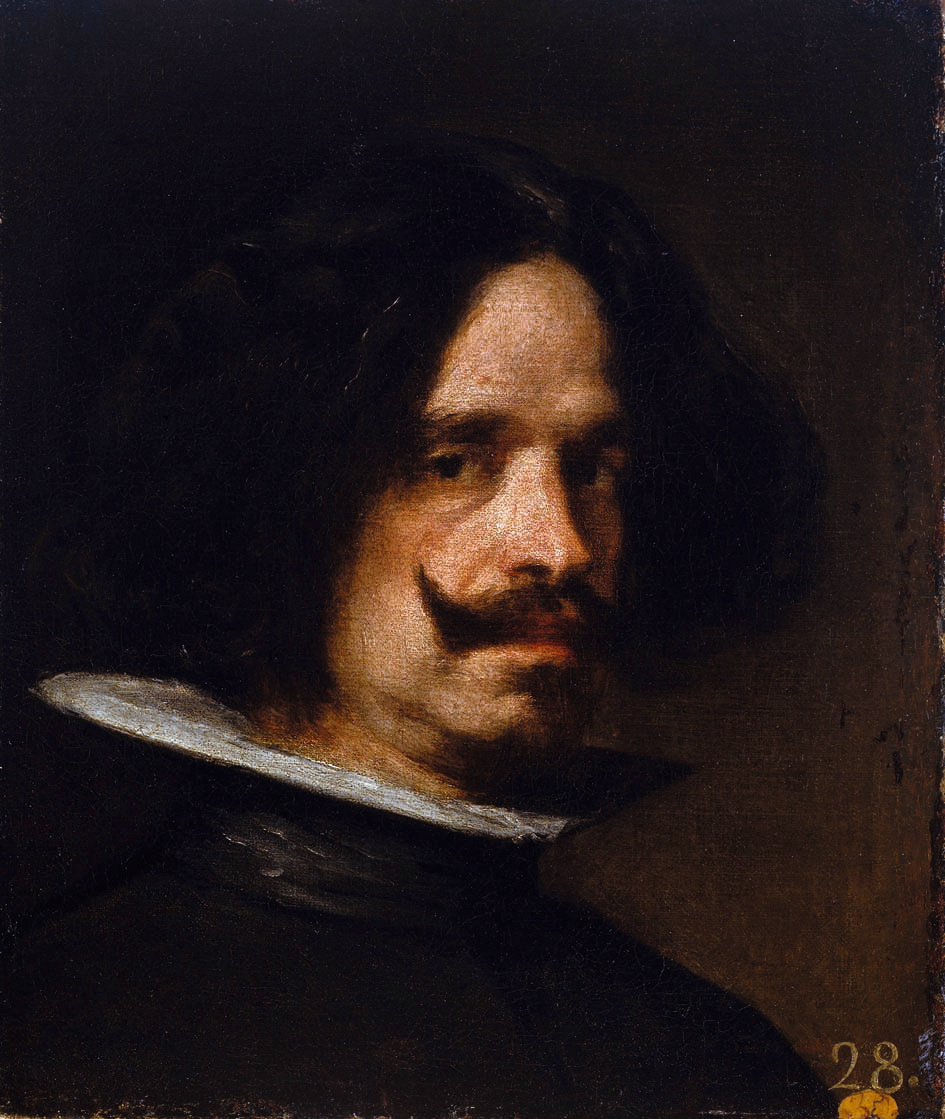
Selbstporträt, um 1650; Museo de Bellas Artes, Valencia

Las Meninas, 1656, Öl auf Leinwand; Prado, Madrid

Diego Rodríguez de Silva y Velázquez (getauft am 6. Juni 1599 in Sevilla; † 6. August 1660 in Madrid), meistens als Diego Velázquez bezeichnet, war ein spanischer Maler des Barock, der zu den wichtigsten Porträtmalern seiner Zeit gehörte. Als Maler am Hof des spanischen Königs Philipp IV. porträtierte er zahlreiche Mitglieder der königlichen Familie und Angehörige des Hofes. Velázquez hat zahlreiche kunsthistorisch bedeutsame Gemälde geschaffen. Das wahrscheinlich bekannteste Bild von seiner Hand ist Las Meninas aus dem Jahre 1656.
Seit dem frühen 19. Jahrhundert war Velázquez’ Werk Vorbild für zahlreiche Maler, seine Gemälde beeinflussten unter anderem Francisco de Goya und den Impressionisten Édouard Manet. Maler des 20. Jahrhunderts, wie Pablo Picasso, Francis Bacon und Salvador Dalí, zollten Velázquez ihren Respekt, indem sie seine Gemälde malerisch neu interpretierten.

## Leben und Werk

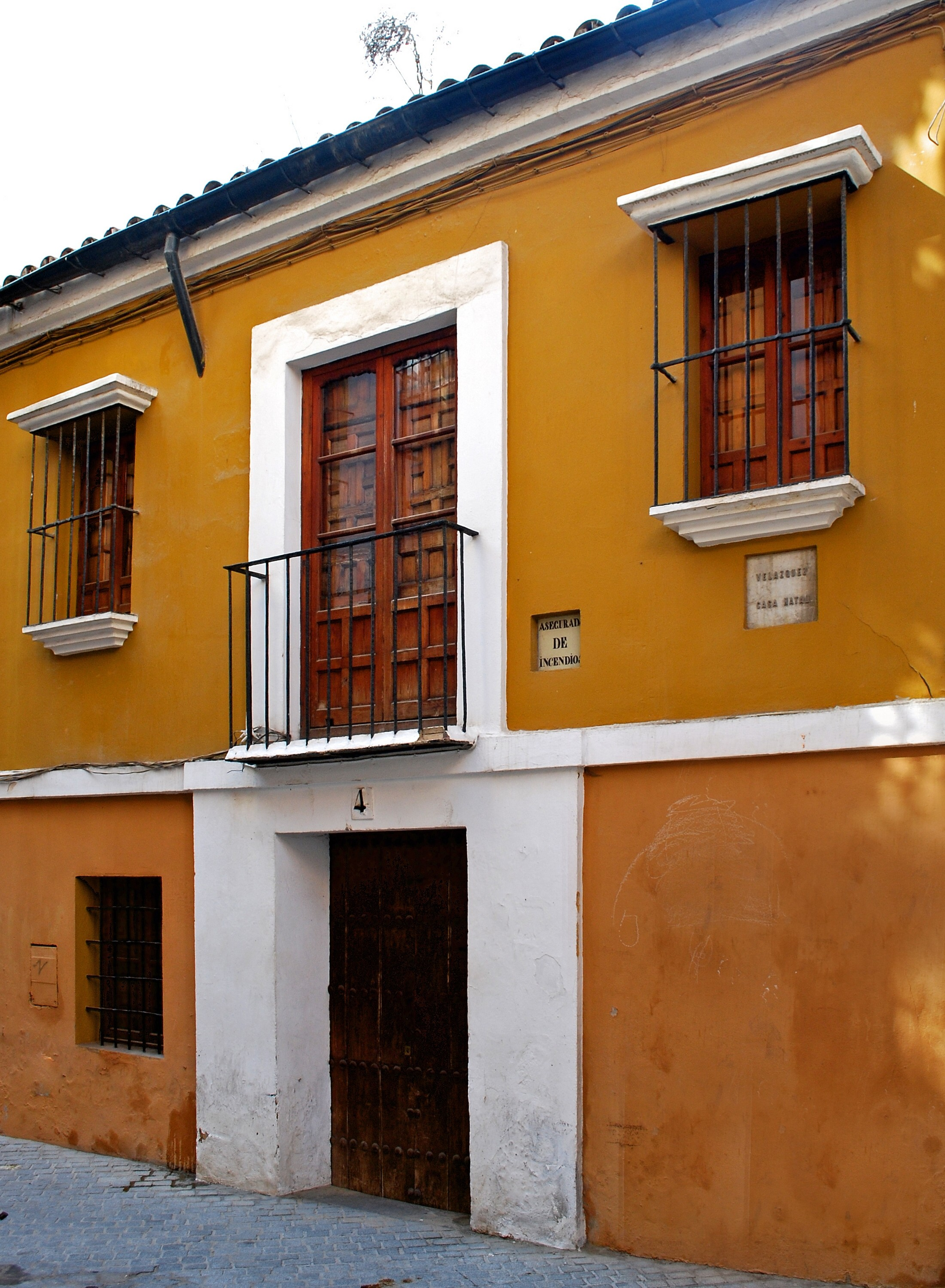
Velázquez’ Geburtshaus

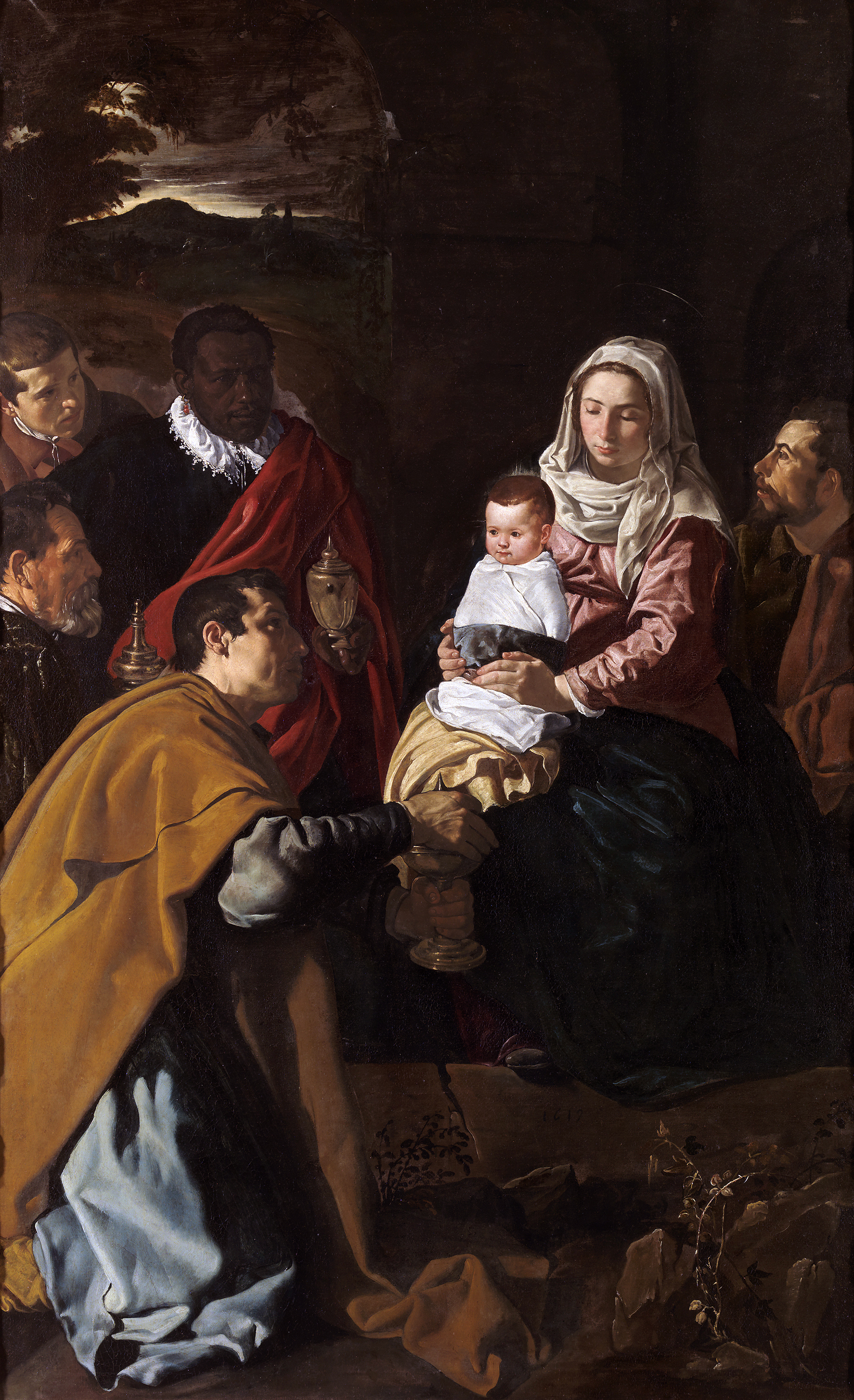
Anbetung der Heiligen Drei Könige, 1619, Öl auf Leinwand; Prado, Madrid

### Familie und Namen
Velázquez wurde im andalusischen Sevilla wahrscheinlich Anfang Juni 1599 geboren. Sicher ist lediglich sein Taufdatum, der 6. Juni. Sein Vater Juan Rodríguez de Silva war ein Anwalt portugiesischer Abstammung, dessen Eltern knapp zwanzig Jahre vor Velázquez’ Geburt von Porto nach Sevilla umgesiedelt waren. Seine Mutter Jerónima Velázquez entstammte einer Hidalgo-Familie aus Sevilla. Entsprechend den Gewohnheiten seiner Zeit und seines Landes erhielt Velázquez als ältester Sohn den Nachnamen seiner Mutter. Seine Lehre trat er daher als Diego Velázquez an und als solcher ist er auch in den Kirchenregistern anlässlich seiner späteren Hochzeit und der Taufe seiner zwei Töchter festgehalten. In die Malergilde dagegen ist er unter dem Namen Diego Velázquez de Silva aufgenommen worden, und am Hof zu Madrid führte er gelegentlich den Namen Diego de Silva y Velázquez. Die heutige Kunstgeschichte bezeichnet ihn meist schlicht als Diego Velázquez.

### Ausbildung
Sevilla war zu Zeiten Velázquez’ die Stadt Spaniens mit den meisten Einwohnern. Sie war außerdem eines der geistigen und kulturellen Zentren des Landes und Heimat einer Reihe von Malern. Diese belieferten nicht nur die Kirchen von Sevilla und der weiteren Umgebung mit Gemälden, sondern schufen seit dem frühen 16. Jahrhundert auch europäische Kunstwerke für die neu entstehenden Kirchen und Klöster in Mexiko, Argentinien und Peru. Daher existierten in Sevilla eine Reihe von Malerwerkstätten, darunter die seiner späteren Lehrer Francisco Herrera und Francisco Pacheco del Río.
Velázquez’ Erziehung umfasste – wie es den Gepflogenheiten seiner Zeit entsprach – zuerst eine Ausbildung in Sprachen und in Philosophie. Aufgrund seiner künstlerischen Begabung begann er bereits mit knapp zehn Jahren eine Lehre bei dem Maler Francisco Herrera. Unsicher ist, wie lange diese Ausbildung bei dem als sehr emotional geltenden Lehrer währte. Sicherer ist dagegen, dass er ab dem 1. Dezember 1610 seine Lehre in der Werkstatt von Francisco Pacheco del Río fortsetzte. Pacheco wird heute eher als wenig bemerkenswerter Maler eingestuft, aber seine Malerei zeigt gelegentlich einen einfachen, realistischen Stil, der in deutlichem Kontrast zu den Malereien von Raffael stand. Pacheco war außerdem ein hervorragender Kunsttheoretiker. In den fünf Jahren, die Velázquez bei Pacheco blieb, lernte er vor allem den Einsatz von Proportionen und Perspektiven. Wesentlich beeinflusst wurde Velázquez’ Ausbildung von den Werken Caravaggios, den Pacheco als hervorragenden Maler schätzte und von dessen Schaffen Velázquez bereits während seiner Lehre mehrere Gemälde im Original beziehungsweise als Kopie studierte.

### Erste Arbeiten als selbständiger Künstler
1618 heiratete Velázquez mit Pachecos Zustimmung dessen Tochter Juana und begann als eigenständiger Künstler zu arbeiten. Ein großes Vorbild war für den jungen Künstler die Natur. Er malte nach dem lebenden Modell und entwickelte sich so zum größten Naturalisten der spanischen Schule. Einer der Schwerpunkte seines Schaffens wurde die Bildnismalerei. Unter seinen frühesten Werken finden sich Porträts von einzelnen Personen und Gruppen aus dem Volksleben, den sogenannten Bodegones. Unter Bodegón versteht man Stillleben und Küchenstücke spanischer Maler, die im Gegensatz zu den Stillleben ihrer holländischen Zeitgenossen Menschen und Dinge gleichwertig behandeln und weitaus zurückhaltender ausstaffiert sind. Zu diesen gehören der Wasserverkäufer von Sevilla, ein Bild, das sich durch unbefangene Natürlichkeit der Auffassung und Freiheit der malerischen Behandlung auszeichnet, sowie das Gemälde Vieja friendo huevos, auf dem eine alte Frau dargestellt ist, die Eier brät. Die starken Kontraste heller und dunkler Farben weisen unverkennbar auf Anregungen durch das Werk Caravaggios hin. In diese Zeit fallen auch zwei naturalistisch aufgefasste religiöse Bilder: Die Anbetung der Könige (1619, Prado, Madrid) und Die Anbetung der Hirten (National Gallery, London).
Bereits zu Beginn der 1620er-Jahre hatte sich Velázquez einen großen künstlerischen Ruf in Sevilla erworben. Gleichzeitig wurde er Vater – seine Frau gebar ihm zwei Töchter. Die jüngere Tochter starb noch als Kleinkind, die ältere Tochter Francisca heiratete später den Maler Bautista del Mazo.

### Madrid und Philipp IV.

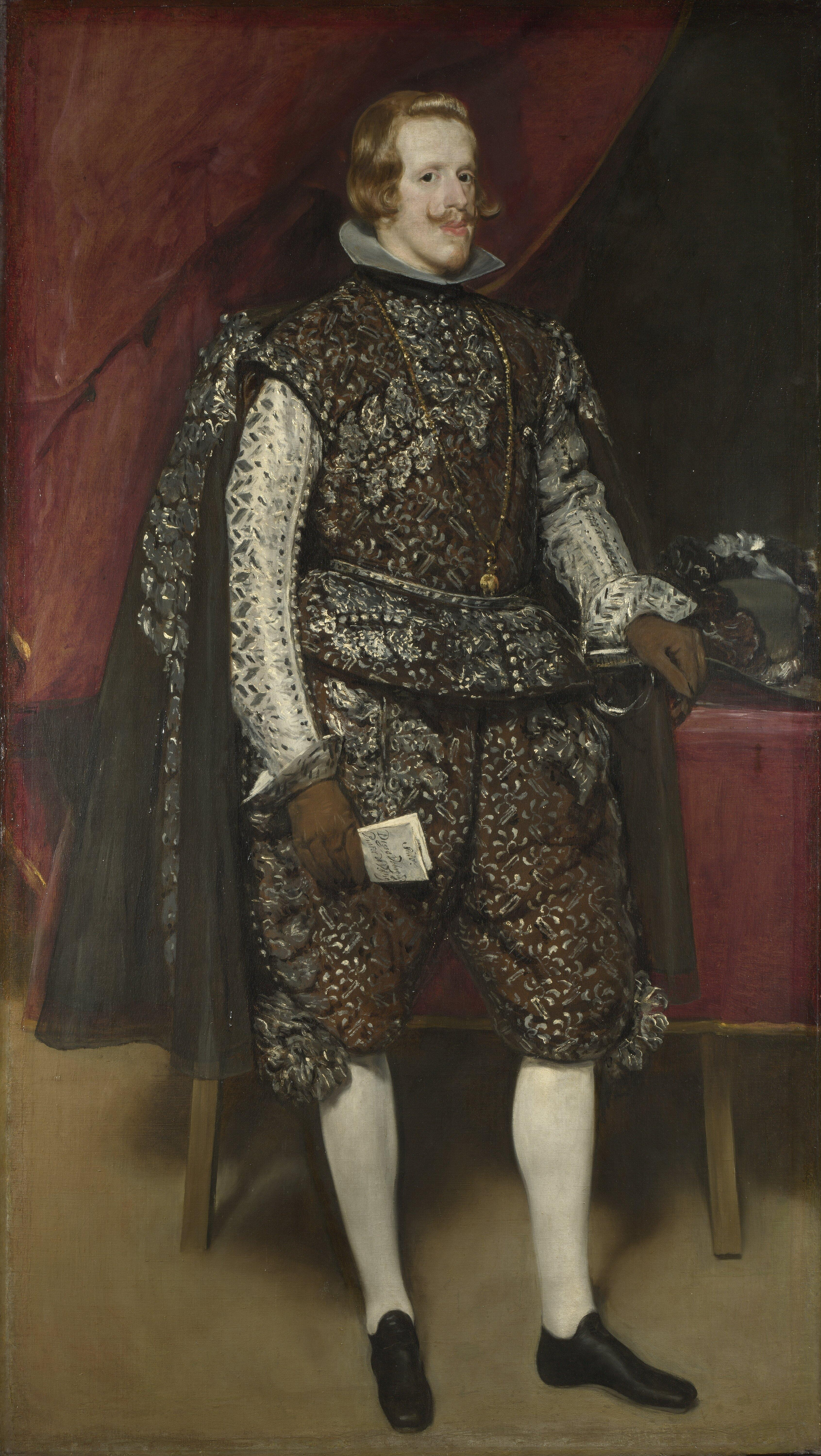
Philipp IV. von Spanien, 1631/32, Öl auf Leinwand; National Gallery, London

#### Erster Aufenthalt am Hof
In der zweiten Aprilhälfte 1622 begab sich Velázquez nach Madrid. Unklar ist, ob er dies bereits mit dem Ziel tat, dort eine Anstellung als Hofmaler zu erlangen. Belegt ist, dass er in El Escorial die dort ausgestellten Meisterwerke sehen wollte. Der spanische Hof stand unter der Regentschaft von Philipp IV., der seit einem Jahr auf dem Thron saß und knapp 17 Jahre zählte. Von seinem Vater Philipp III. hatte er vier Hofmaler übernommen: Rodrigo de Villandrando, Bartolomé González, Eugenio Caxés sowie Vicente Carducho. Alle vier Maler waren im unterschiedlichen Maße von dem Naturalismus Caravaggios beeinflusst. Carducho und Caxés waren noch am stärksten dem Manierismus verbunden, der im letzten Viertel des 16. Jahrhunderts in Spanien von großer Bedeutung war. Während heute Carducho als der wichtigste unter diesen vier Malern gilt, schätzte der junge Philipp IV. vor allem Villandrando, der ihn und seine Frau Isabella von Bourbon mehrfach porträtierte. Die Geschichtsschreibung ordnet Philipp IV. als einen eher unbedeutenden Monarchen ein. Er war jedoch ein Kunstliebhaber und war stolz darauf, selbst einen Ruf als Maler und Dichter zu besitzen.
Die Staatsgeschäfte des spanischen Hofes wurden vom Grafen Olivares geführt, der vermutlich die Arbeiten Velázquez’ von einem mehrmonatigen Aufenthalt in Sevilla kannte. Ebenfalls zu den Förderern von Velázquez zählte Juan de Fonseca, der Domherr der Kathedrale von Sevilla und Kaplan des jungen Königs war. Velázquez erhielt zunächst keine Gelegenheit, König oder Königin zu porträtieren, erregte jedoch die Aufmerksamkeit des spanischen Hofes mit einem Porträt des spanischen Dichters Luis de Góngora.

#### Der Ruf an den königlichen Hof
Im Dezember 1622 starb der von Philipp IV. geschätzte Villandrando, und bereits im Frühjahr 1623 wurde Velázquez auf Veranlassung von Olivares nach Madrid berufen. Juan de Fonseca quartierte den jungen Maler bei sich ein und saß ihm Porträt. Die Bewunderung, die dieses Porträt bei Hofe erregte, verschuf Velázquez jetzt endlich auch die Gelegenheit, Philipp IV. zu malen. Das Porträt Philipps IV., aufgrund dessen der Künstler zum königlichen Maler ernannt wurde, ist in einer übermalten Fassung erhalten geblieben. Es zeigt ein sensibles, nicht idealisiertes Bild des Königs, das trotz eines Verzichts auf die üblichen Insignien der Macht königliche Würde ausstrahlt.

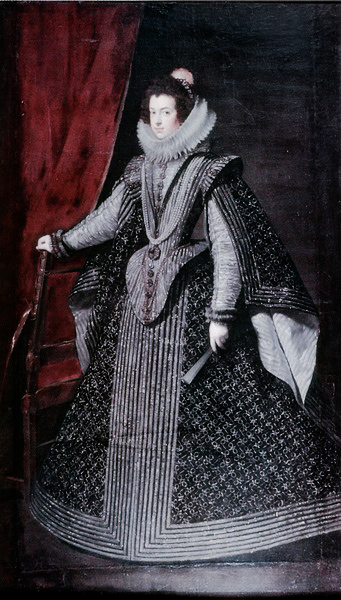
Isabella von Bourbon, 1630, Öl auf Leinwand; Prado, Madrid

Am 6. Oktober 1623 trat Velázquez als Hofmaler in den Dienst des spanischen Königs. Velázquez erhielt ein Atelier im königlichen Schloss sowie 1624 die Summe von 300 Dukaten aus der königlichen Schatulle, um den Umzug seiner Familie nach Madrid zu finanzieren. Sein Salär betrug monatlich 20 Dukaten und Unterkunft sowie zusätzliche Entlohnungen für alle Gemälde, die er ausführte.
Philipp IV. hatte rasch das außergewöhnliche Talent von Velázquez erkannt und erklärt, dass kein anderer Maler mehr seine Porträts ausführen sollte – eine Aussage, die allerdings nicht lange Bestand hatte, denn Peter Paul Rubens malte mehrere Porträts des spanischen Königs. 1625 schuf Velázquez ein heute verschollenes Reiterporträt von Philipp IV., das ihn noch weiter in der Hierarchie der Hofmaler aufsteigen ließ. Als Dank erhielt Velázquez vom König 300 Dukaten sowie den gleichen Betrag als jährliche Rente auf Lebenszeit. Im Prado hängen heute noch zwei Porträts von Philipp IV., die zeigen, dass Velázquez’ Malstil im Vergleich zu den Gemälden der Sevillaer Zeit weicher geworden war. Velázquez’ Ruf als hervorragender Porträtmaler stieg sehr schnell, so dass auch der spätere englische König Charles I. während eines Aufenthalts am spanischen Hof Velázquez Modell saß. Leider ist auch dieses Gemälde verloren gegangen. Der Erfolg von Velázquez wurde von den drei übrigen Hofmalern nicht ohne Neid gesehen. Insbesondere Carducho ließ sich in seinen kunsttheoretischen Schriften immer wieder spöttisch über Velázquez’ Stil aus.
1627 veranlasste der spanische König einen Malwettbewerb unter seinen vier Hofmalern und gab als Thema für den Wettbewerb die Vertreibung der Mauren aus Spanien vor. Der kranke Bartolomé González wurde in diesem Wettbewerb von Angelo Nardi vertreten. Zur Jury hatte Philipp IV. den Maler Juan Bautista Maíno und den Architekten Giovanni Battista Crescenzi ernannt. Velázquez’ Wettbewerbsbeitrag war ein Gemälde, das Philipp III. zeigte, der mit seinem Marschallstab einer Gruppe von Menschen den Weg aus Spanien weist. Beide Jurymitglieder erklärten Velázquez zum eindeutigen Sieger des Wettbewerbs, und Philipp IV. bestätigte ihre Entscheidung. Als Lohn für seinen Sieg wurde Velázquez zum Kammerherrn ernannt. Für Velázquez bedeutete dies eine mietfreie Wohnung im Palast, kostenlose ärztliche Behandlung sowie kostenfreie Medikamente. Unter den vier Hofmalern hatte Velázquez damit eine eindeutige Vorrangstellung erworben.

#### Rubens am spanischen Königshof
1628 war Peter Paul Rubens für neun Monate in Madrid zu Gast, und der spanische König beauftragte Velázquez damit, ihn mit der Kunst Spaniens vertraut zu machen. Rubens war zu diesem Zeitpunkt auf dem Höhepunkt seines Ruhmes, und Pacheco, der als Schwiegervater von Velázquez möglicherweise parteiisch war, stellte stolz die Behauptung auf, dass sich Rubens mit keinem anderen Künstler unterhielt als mit seinem Schwiegersohn. Die Begegnung mit Rubens hatte auf Velázquez’ malerischen Stil keinen Einfluss, jedoch bestärkte Rubens bei Velázquez den Wunsch, in Italien die großen Werke der italienischen Maler zu sehen.

### Die erste Reise nach Italien

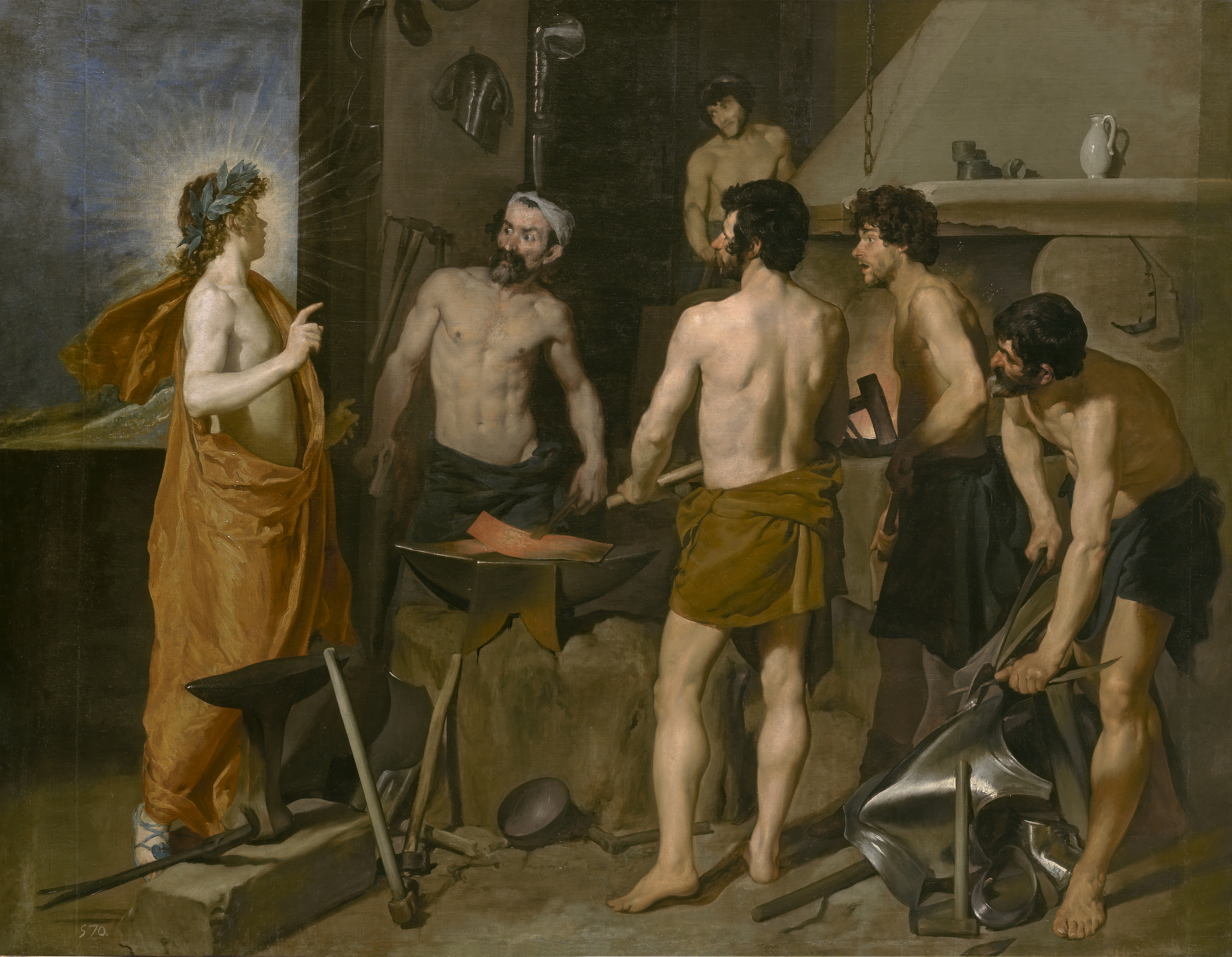
Die Schmiede des Vulkan, 1630, 223×290 cm, Öl auf Leinwand; Prado, Madrid

1629 gewährte Philipp IV. Velázquez bezahlten Urlaub und ermöglichte ihm damit, Italien zu besuchen. Im August 1629 segelte er im Gefolge des Marqués de Spinola, der in Mailand das Kommando über die dort stehenden spanischen Truppen übernehmen sollte. Während dieser Reise muss Velázquez Details der Übergabe von Breda von dem damaligen Kommandanten des spanischen Heeres gehört und eine erste Porträtstudie für sein späteres Historiengemälde der Übergabe von Breda gemacht haben.
In Venedig machte er Kopien von Tintorettos Gemälden Kreuzigung und Abendmahl und sandte diese an den spanischen Königshof. In Rom fertigte er Kopien der Werke von Raffael und Michelangelo. Während seines Aufenthalts in Italien, wo er bis Anfang 1631 blieb, entstanden unter anderem die zwei Historienbilder Die Söhne Jakobs bringen diesem Josephs blutigen Rock (El Escorial, Madrid) und Apollo in der Schmiede des Vulkan (Prado). In beiden Gemälden zeigt sich der Einfluss der italienischen Meister.
In dem Gemälde Apollo in der Schmiede des Vulkan fängt Velázquez den Moment ein, als der jugendlich strahlende Apollo die Schmiede betritt und dem Gott Vulkan den Seitensprung seiner Gattin Venus mit dem Kriegsgott Mars verkündet. Vom Eintritt Apollos überrascht, verharren die Gehilfen des Vulkans in Posen, die deutlich den Einfluss der italienischen Maler zeigen. Auch die Form der Pinselführung und der Rotton der Tunika Apollos verweist auf den Einfluss von Tintoretto und Tizian. In Die Söhne Jakobs bringen diesem Josephs blutigen Rock spielt das Geschehen in einem offenen Saal, dessen Fußboden aus einem bei Tizian und Tintoretto beliebten Schachbrettmuster besteht. Die Söhne Jakobs werden außerdem von einem kleinen Hündchen verbellt, wie es bei Tintoretto häufig erscheint.
Der Sommerhitze von Rom entfloh Velázquez für zwei Monate in die Villa Medici, wo er Kunstwerke der Antike studierte. Vermutlich dort entstanden zwei Landschaftsstudien, die aufgrund ihrer Pinselführung wie impressionistische Gemälde des ausgehenden 19. Jahrhunderts anmuten. Über Neapel, wo er 1631 mit seinem Landsmann, dem Maler Jusepe de Ribera zusammentraf, kehrte er wieder nach Spanien zurück.

### Rückkehr nach Madrid

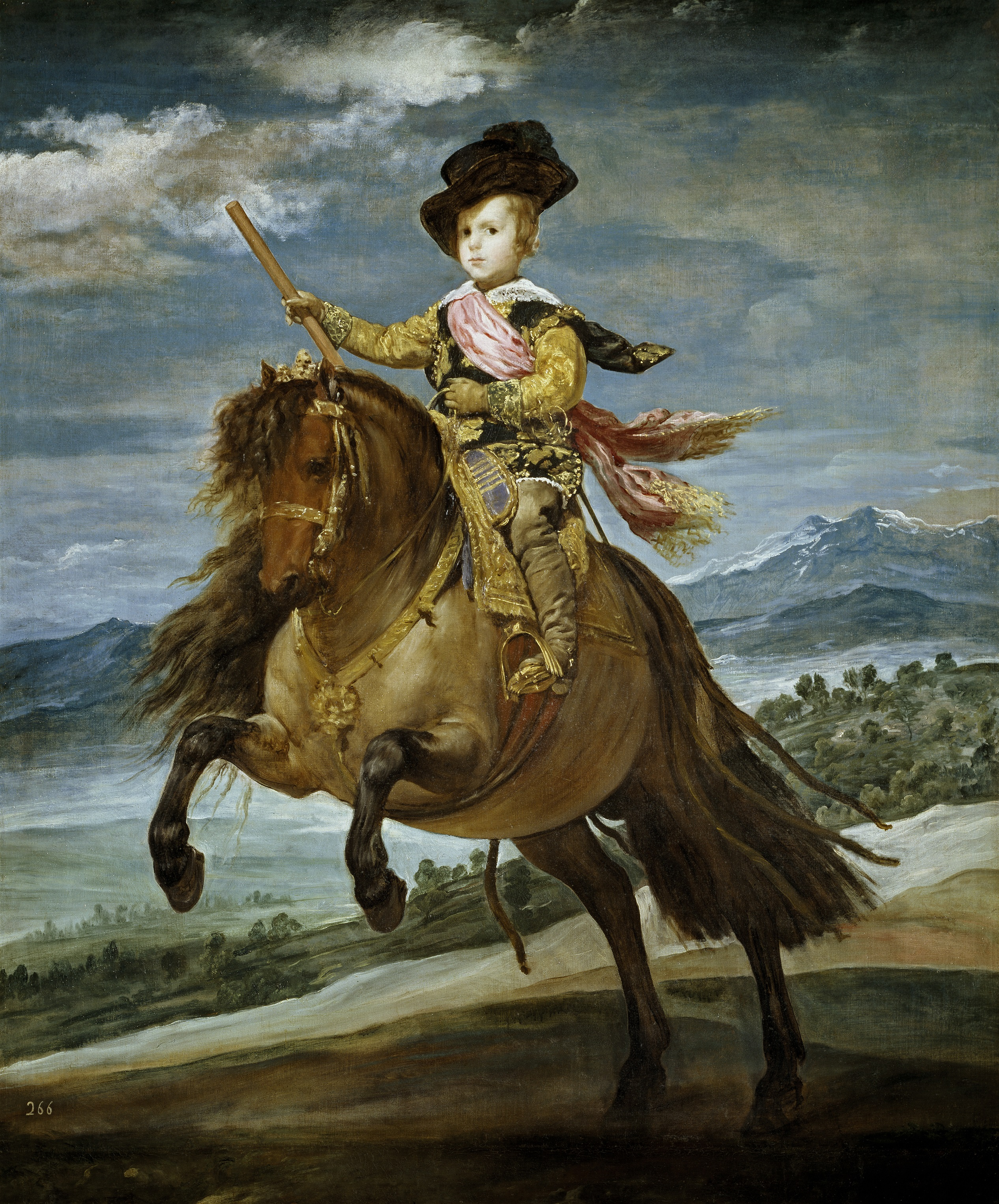
Prinz Baltasar Carlos zu Pferde, 1634/35, Öl auf Leinwand; Prado, Madrid

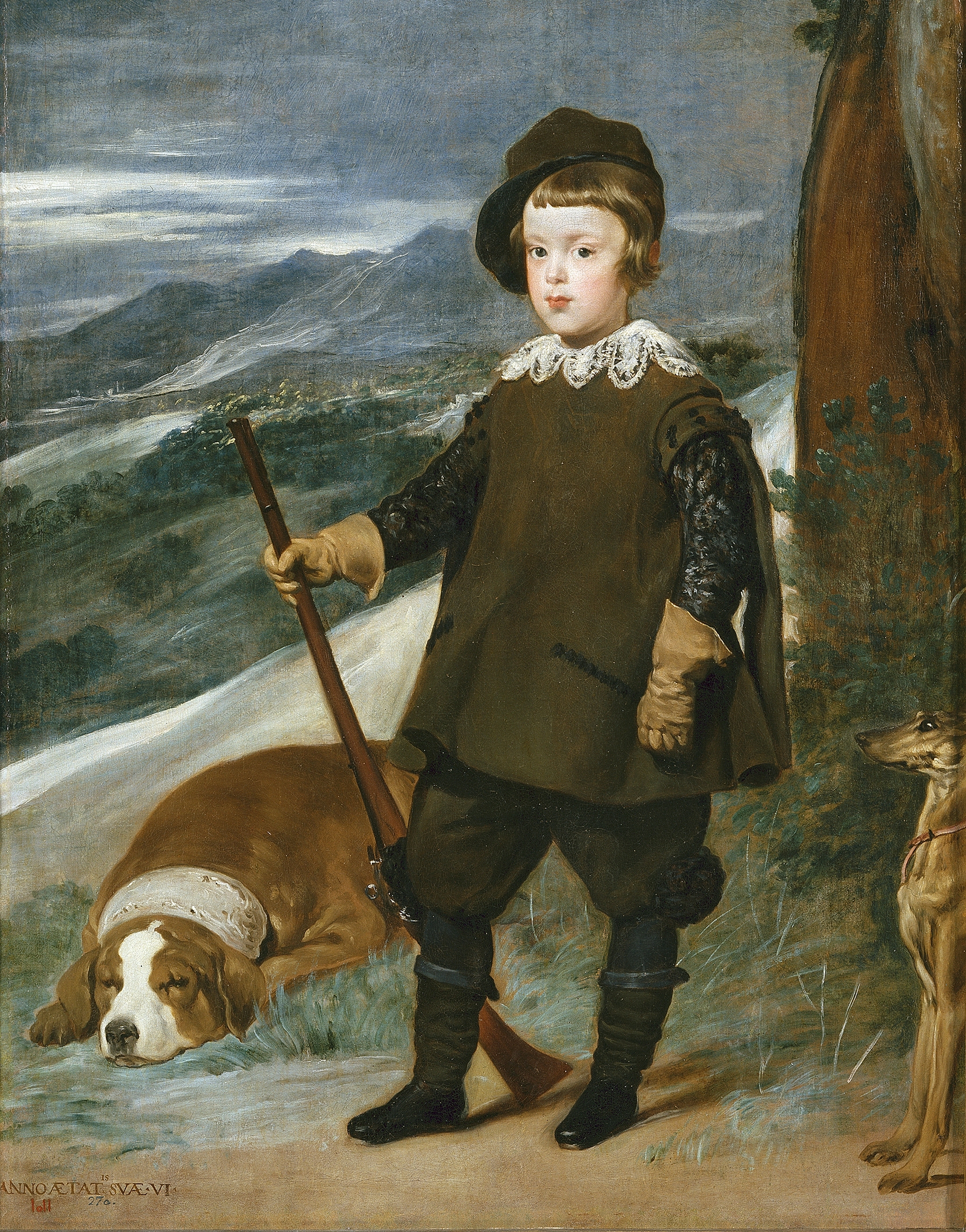
Prinz Baltasar Carlos als Jäger, 1635/36, Öl auf Leinwand; Prado, Madrid

In Madrid wurde er von Philipp IV. wieder mit der Schaffung zahlloser Porträtgemälde der Mitglieder des spanischen Königsfamilie sowie des spanischen Hofes beauftragt. Die große Anzahl an Gemälden, die Velázquez nach seiner Rückkehr schuf, waren nur dank einer leistungsfähigen Werkstatt möglich, in der seit 1633 auch sein Schwiegersohn Juan Bautista Martínez del Mazo mitarbeitete. Mazo hatte in diesem Jahr Velázquez’ erst vierzehnjährige Tochter Francisca geheiratet.
In den zwanzig Jahren, die bis zu seiner zweiten Italienreise vergingen, festigte sich sein Ruf am königlichen Hof. Ihm wurde die künstlerische Ausgestaltung zahlreicher Bauten des spanischen Königs übertragen. So schuf er 1634/35 eine Reihe von Gemälden für den großen Prunksaal im neuen Königspalast „Buen Retiro“ in Madrid und ergänzte 1636 den mit zahlreichen Bildern aus der Rubens-Werkstatt ausgestatteten Jagdpavillon Torre de la Parada mit Jagdporträts und Bildnissen von Zwergen und Hofnarren. Die wachsende Wertschätzung, die Velázquez erlebte, drückt sich auch in seinem Aufstieg innerhalb der Hofhierarchie aus. 1636 ernannte der König den Hofmaler zum ayuda de guardarropa, zum Gehilfen der Garderobe ohne Gehalt. 1643 durfte sich Velázquez bereits mit dem Titel Kammerherr der Privatgemächer schmücken. Noch im selben Jahr wurde er zum Assistenten des Superintendenten für besondere Bauvorhaben ernannt.

#### Porträts des Prinzen Baltasar Carlos
Zu den von ihm Porträtierten zählte unter anderem der Thronerbe, Prinz Baltasar Carlos. Die Gemälde, die Velázquez schuf, gehören zu den schönsten Kinderporträts des Barocks.
Prinz Baltasar Carlos und sein Zwerg, welches unmittelbar nach Velázquez’ Rückkehr aus Italien entstand, zeigt im Zentrum des Bildes ein knapp zweijähriges Kleinkind in einem prächtigen Zeremonialkleid, das mit seinem fein modellierten Kopf bereits königliche Würde ausstrahlt. Degen, Kommandostab und der im Hintergrund geraffte weinrote Vorhang weisen darauf hin, dass hier der lang ersehnte Nachfolger Philipps IV. dargestellt ist. Der Kopf der Zwergin ist dagegen wesentlich gröber gearbeitet. Sie ist mit einer silbernen Kinderklapper und einem Apfel wie mit Zepter und Reichsapfel ausgestattet, als spiele sie den skurrilen Zeremonienmeister für das Kleinkind.
Fünf Jahre später stellte Velázquez den Thronerben auf einem sich aufbäumenden Pferd dar. Wieder verlieh Velázquez dem nun in der Uniform eines Feldmarschalls dargestellten Kind Würde und Ernsthaftigkeit. Während der Hintergrund des Bildes nur angedeutet ist, ist das Gesicht des Thronerbens in Licht getaucht. Selbst der Schatten, den die Hutkrempe des Thronerben wirft, ist transparent. Mit müder Noblesse, die im Widerspruch zu der Kindlichkeit des Dargestellten steht, blickt der junge Prinz auf seinen Betrachter herab. Die meisten Porträts, die Velázquez von dem 1646 vermutlich an einer Blinddarmentzündung gestorbenen jungen Prinzen schuf, zeigen ihn als ein Kind, das von den Rollenzwängen seiner Stellung beherrscht ist. Eine Ausnahme stellt das 1635/1636 entstandene Bild Prinz Baltasar Carlos als Jäger dar, das als Gegenstück des Bildes Philipp IV. als Jäger entstand. Dargestellt ist ein aufmerksam dem Betrachter entgegenblickendes Kind, dem zu Füßen ein Hühnerhund döst, während das im bläulichen Grün dargestellte Gras noch vom Tau feucht zu sein scheint. Hier weist nur die reiche Kleidung des Sechsjährigen auf die ihm vorbestimmte Rolle hin.

#### Die Porträts der Hofzwerge und -narren

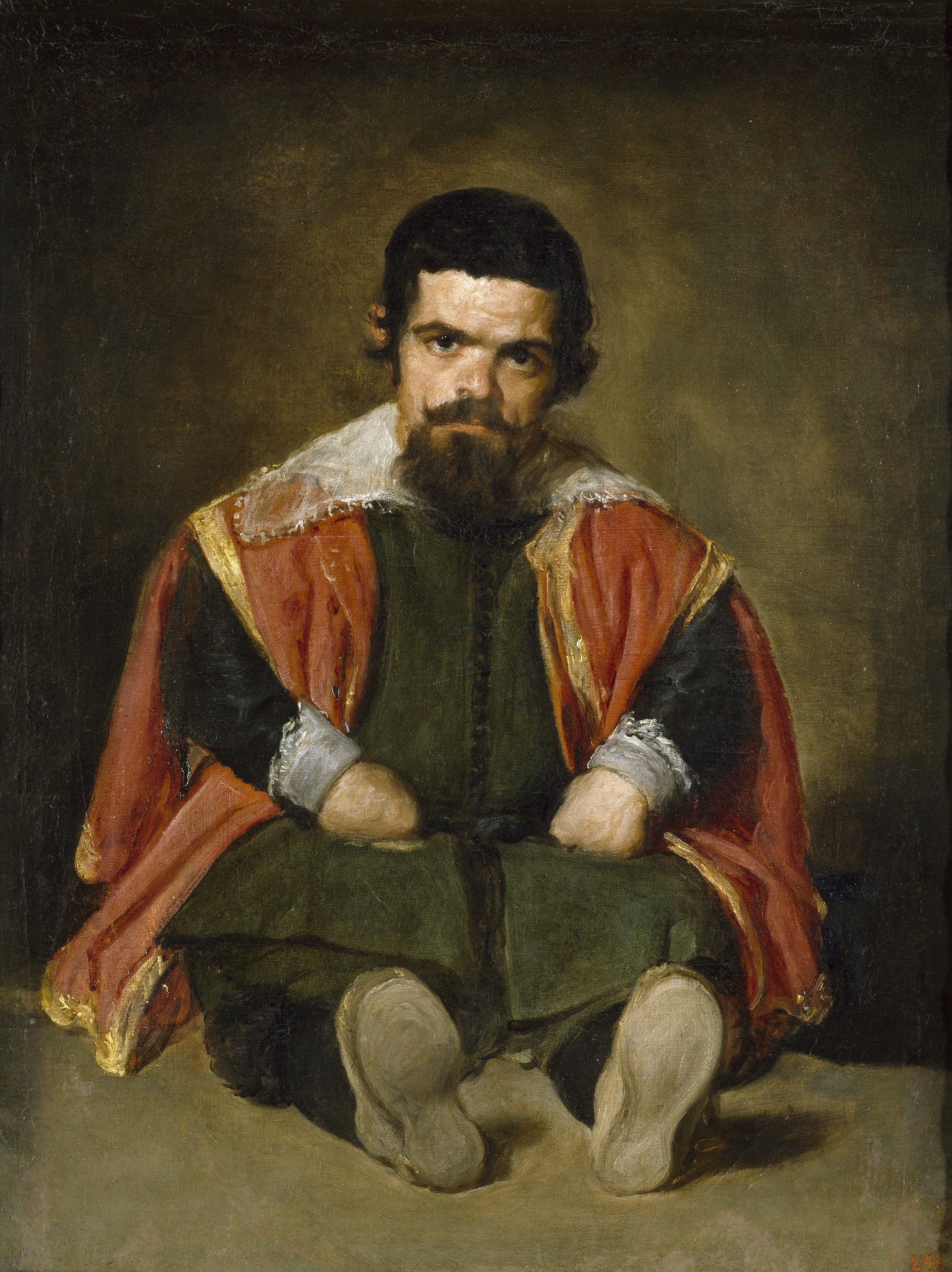
Der Hofnarr Sebastián de Morra, 1636, Öl auf Leinwand; Prado, Madrid

Würde und Ernsthaftigkeit strahlen auch die Porträts der Hofzwerge und -narren des königlichen Hofes aus, die Velázquez in den zwanzig Jahren bis zu seiner zweiten Italienreise malte.
Das närrische Gesinde, das zum spanischen Hof gehörte, teilte sich in drei Gruppen: Die Aufgabe der truhanes, der Hofnarren, war es, den Hof mit witzigen Einfällen zu unterhalten. Zu ihnen gehörte beispielsweise der von Velázquez 1632/35 porträtierte Hofnarr Pablo de Valladolid, den er in der deklamatorischen Geste eines Schauspielers darstellte und dessen Bild 230 Jahre später Édouard Manet zu seinem Gemälde Der Tragöde inspirierte. Die zweite Gruppe des närrischen Gesindes waren die Kleinwüchsigen, über die man sich am Hofe aufgrund ihres als unproportional empfundenen Körpers amüsierte und die man den königlichen Kindern häufig als Spielgefährten zuwies. Sie tauchen deswegen in zahlreichen Gemälden der königlichen Familie auf. Für ihre Einzelporträts, wie etwa Sebastián de Morra, wählte Velázquez häufig das Format eines niedrigen Rechtecks. Kunsthistoriker haben dieses gedrungen wirkende Format gelegentlich als Velázquez’ Versuch gewertet, die eng umschriebene Welt der Hofzwerge künstlerisch wiederzugeben. Möglicherweise war dieses Format jedoch auch dadurch bestimmt, dass diese Gemälde für die Ausstattung des königlichen Jagdpavillons bestimmt waren.

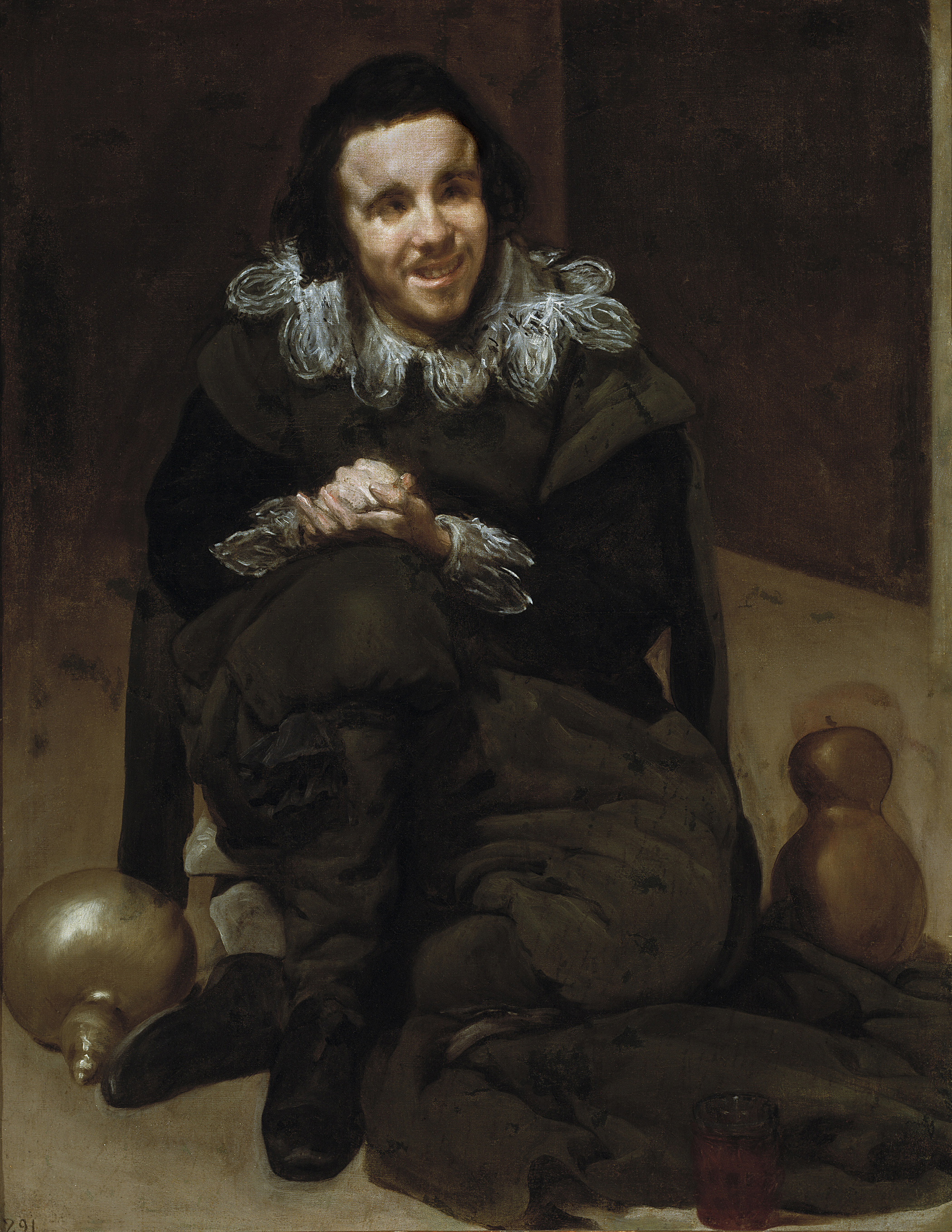
Porträt des Hofnarren Juan de Calabazas, 1637–1639, Öl auf Leinwand; Prado, Madrid

Die dritte Gruppe des närrischen Gesindes stellten die Menschen mit Missbildungen oder geistigen Behinderungen dar, die man damals als Naturspiele bezeichnete. Auch sie sollten den Hof amüsieren, wenn sie ungewollt und ahnungslos in komische Situationen gerieten. Velázquez hat auch sie in mehreren Gemälden dargestellt. Zu diesen zählt das Bildnis Das Kind von Vallecas, das den etwa 15-jährigen körperlich behinderten und geistig zurückgebliebenen Francisco Lezcano beim Spielen mit Karten zeigt, und das Gemälde Hofnarr Calabazillas, das künstlerisch so ausgereift und ausgewogen komponiert ist, dass Kunsthistoriker es lange dem Spätwerk Velázquez’ zugeordnet hatten. Wie fast alle Porträts des närrischen Gesindes ist auch dieses Bild nicht datiert. Erst aufgrund von Abrechnungen des Hofes, die zeigten, dass der Hofnarr Juan Calabazas bereits 1639 starb, datiert man den Entstehungszeitpunkt dieses Bildes auf den Zeitraum von 1637 bis 1639 zurück.
Velázquez verzichtete darauf, die Dargestellten zu karikieren, sondern malte sie mit derselben Beobachtungskraft und mit demselben seelischen Feingefühl wie die Angehörigen des spanischen Hochadels. Insbesondere diese Gemälde haben Maler wie Francisco de Goya, Édouard Manet, Pablo Picasso und Salvador Dalí zu Neuinterpretationen des Schaffens von Velázquez angeregt. Dalí beispielsweise schuf nach dem Gemälde des Don Sebastián de Morra 1982 ein Gemälde, das erneut den Hofnarren darstellt, und nannte es Hinter dem Fenster linker Hand, dort, wo ein Löffel hervorkommt, liegt Velázquez im Sterben.

#### Die Reiterporträts

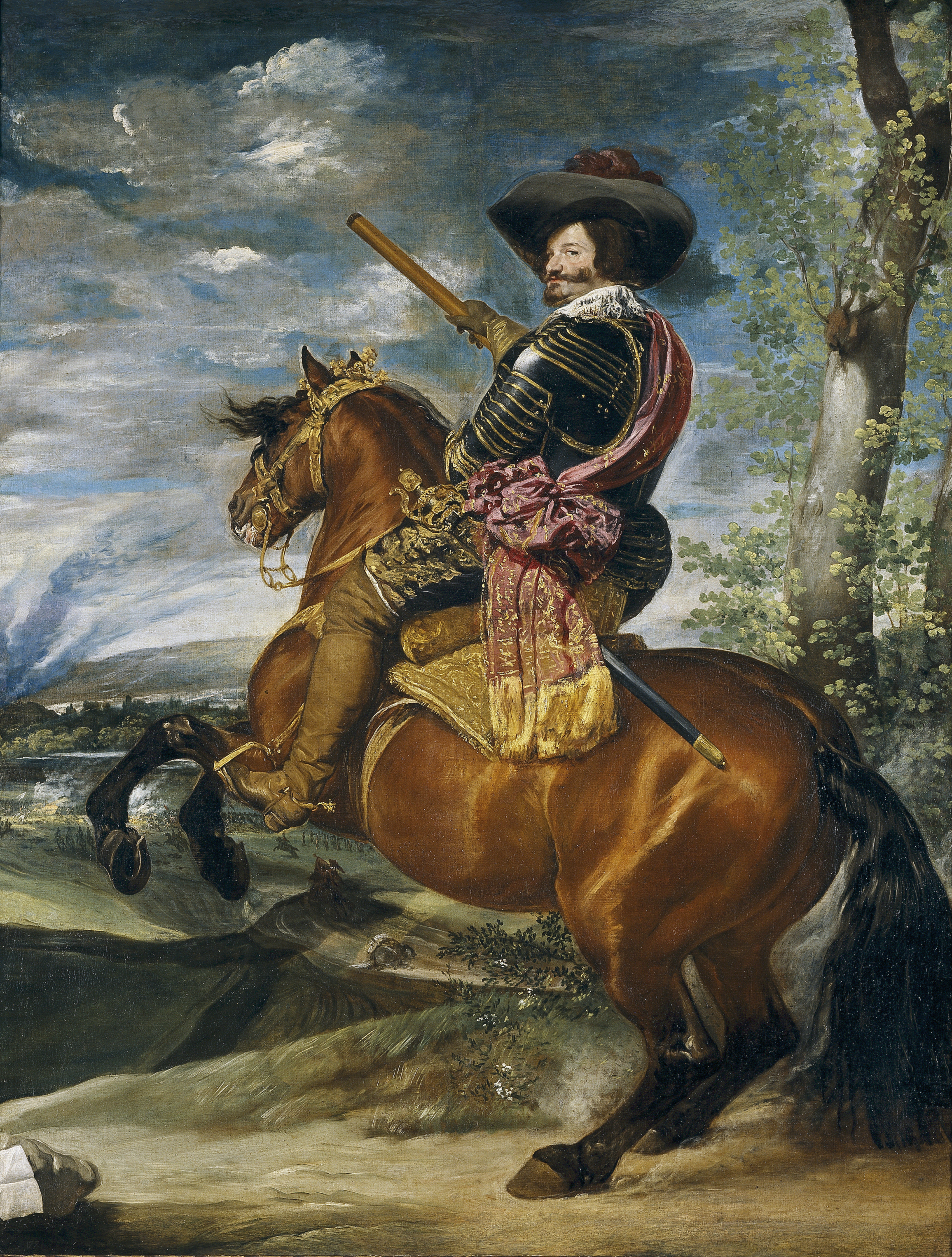
Reiterbildnis des Grafen-Herzogs von Olivares, 1634, Öl auf Leinwand; Prado, Madrid

Zu den Meisterwerken, die Velázquez in dieser Zeit schuf, gehört das Reiterporträt Conde-Duque de Olivares zu Pferde von 1634. Der mächtige Minister war der frühe und langjährige Patron des Malers, und sein unbewegtes Gesicht ist uns von vielen Gemälden Velázquez’ bekannt. Velázquez hatte diesem Mann auch die Treue gehalten, nachdem er am königlichen Hof in Ungnade gefallen war. Auf diesem berühmten Gemälde ist Olivares als Feldmarschall mit Federhut, goldverziertem Brustharnisch und Kommandostab dargestellt. Sein kastanienbraunes Pferd sprengt einem Schlachtgetümmel entgegen, während er selbst hochmütig auf seinen Betrachter herunterblickt. Es ist eine Darstellungsweise, die normalerweise nur regierenden Herrschern zugebilligt wurde.
Das Reiterporträt des Conde-Duque de Olivares war als Ausstattung des Salón de Reinos (Salon der Königreiche) im neuen Palast Buen Retiro geschaffen worden. In diesem Salon sollten auch zwei Gemälde von Tizian und Rubens hängen, die Philipp II. und Karl V. jeweils zu Pferde darstellten. Velázquez überarbeitete die von unbekannten Malern geschaffenen Reiterporträts von Philipp III. und Königin Margarete von Spanien, den Eltern von Philipp IV., sowie das Reiterporträt von Isabella von Bourbon, der Ehefrau Philipps IV.
Mit dem Gemälde Philipp IV. zu Pferde schuf Velázquez das Bild, das aufgrund des Ranges des Dargestellten das wichtigste Werk in diesem Zyklus darstellt. Es zeigt den König und sein Pferd in Profilstellung ohne jegliches allegorisches Beiwerk vor einer in Grau- und Blautönen gemalten, sanft abfallenden und weit ausgedehnten Ideallandschaft, während Pferd und Reiter die Kurbette ausführen, eine reiterliche Figur, bei der das Pferd steigt und die dem Reiter höchste Konzentration abfordert. In dieser reduzierten Bildrhetorik unterscheidet sich Velázquez erneut deutlich von seinem Zeitgenossen Rubens, der die Bedeutung der von ihm Dargestellten regelmäßig dadurch unterstrich, dass er sie entweder übertrieben groß vor einem tiefen Horizont darstellte oder seine Bilder stärker durch Schlachtszenen oder allegorische Figuren inszenierte.
Von den zahlreichen Reiterporträts, die Velázequez von Philipp IV. schuf, diente eines dem Bildhauer Montafles als Vorbild für eine Bronzestatue, die sich heute auf der Plaza del Oriente in Madrid befindet.

#### Die Übergabe von Breda

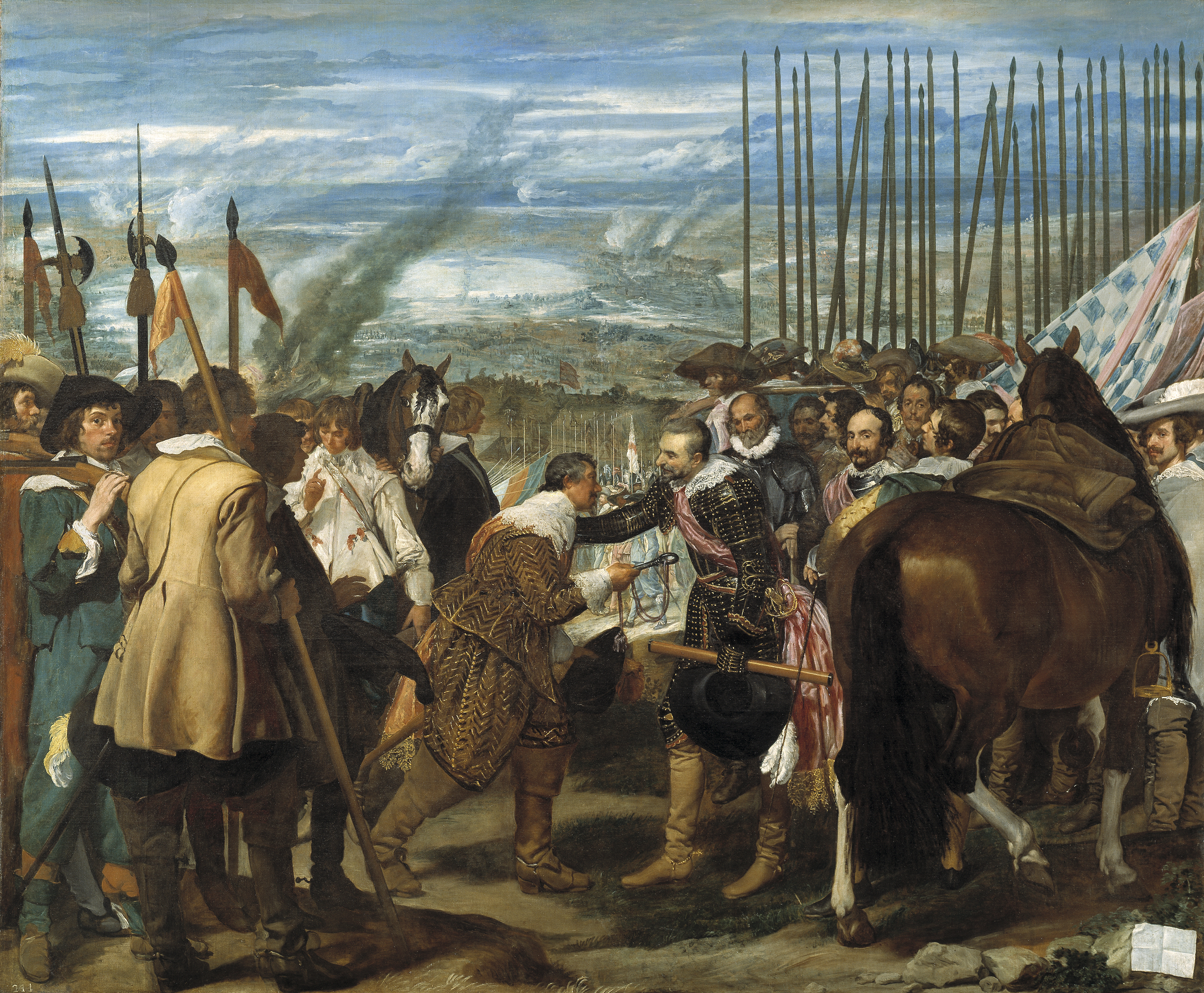
Die Übergabe von Breda, 1634/35, 307 cm × 367 cm, Öl auf Leinwand; Prado, Madrid

Ähnlich wie bei dem Reiterporträt Philipp IV. zu Pferde verzichtete Velázquez auch bei dem Gemälde Übergabe von Breda auf jegliches allegorisches oder mythologisierendes Beiwerk und konzentrierte sich auf den Moment, als am 5. Juni 1625 die unterlegenen Holländer dem Marqués de Spinola, dem Führer der spanischen Heeres, nach einer fast einjährigen Belagerung, die Schlüssel zur Stadt Breda überreichen. Wegen der Konzentration auf die reine Darstellung dieses historischen Moments gilt Die Übergabe von Breda als erstes reines Geschichtsbild der neueren europäischen Malerei. Es zählt zu deren Höhepunkten und wird von vielen Kunsthistorikern als eines der vollkommensten Kriegsgemälde gewertet.
Die Stadt Breda war die wichtigste Festung der südlichen Niederlande in Brabant. Die Eroberung dieser Festung war ein entscheidender Schritt im langwierigen Kampf um die Niederlande, der über die künftige Position Spaniens als Weltmacht entschied. Spinola, Philipps erfolgreichster Feldherr im Achtzigjährigen Krieg, gewährte seinen Gegnern unter Führung von Justinus von Nassau großzügige Kapitulationsgesten. Dazu gehörte, dass die besiegte Armee die Stadt Breda mit Fahnen und Waffen verlassen durfte. Für diese großzügige Geste wurde er von vielen Spaniern gerühmt, und Velázquez gelang es, Spinolas Handlungsweise in diesem Gemälde einzufangen. In nobler Geste empfängt Spinola den Unterlegenen und legt diesem ritterlich die Hand auf die Schulter, ohne auf den demütig dargebotenen Schlüssel zu den Stadttoren zu achten.

### Die zweite Italienreise und Tod

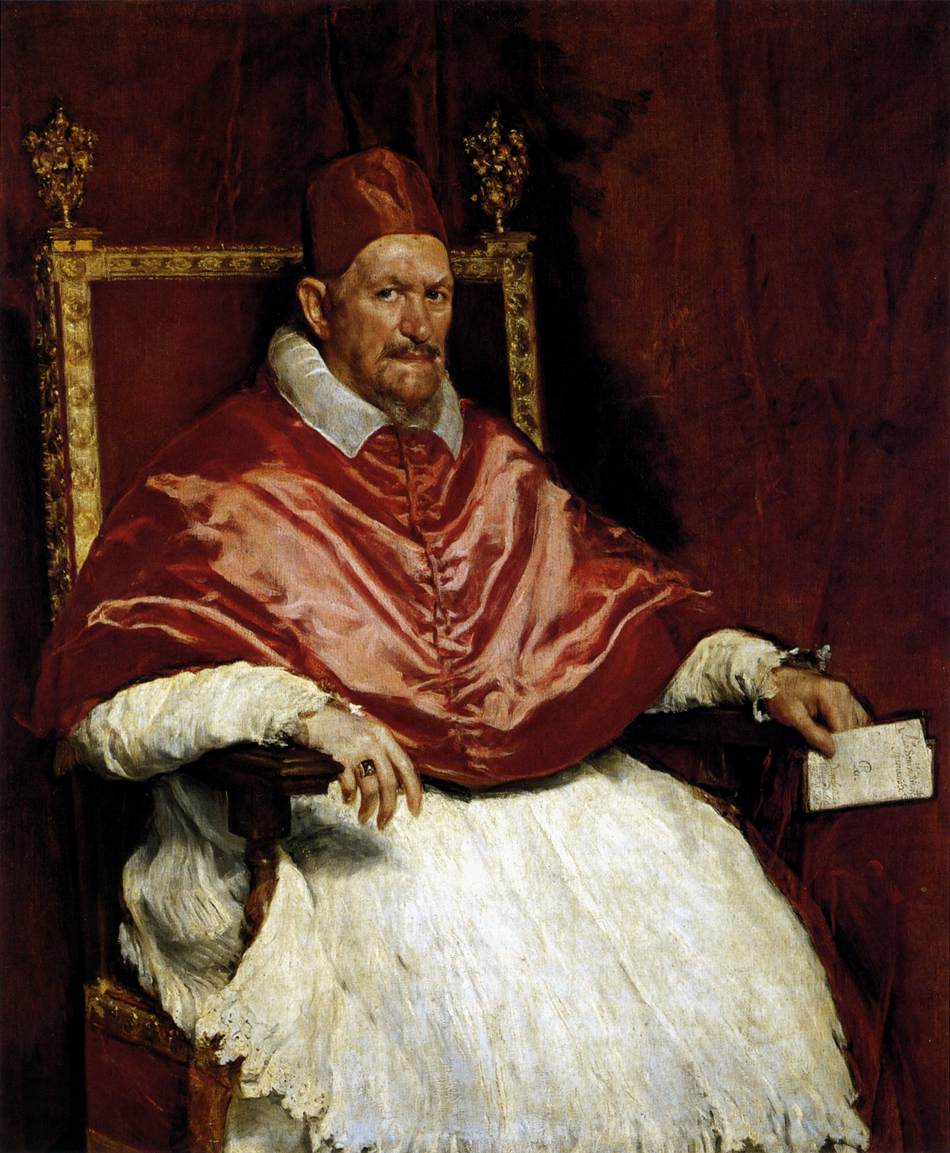
Porträt von Papst Innozenz X., 1650, Öl auf Leinwand; Galleria Doria Pamphili, Rom

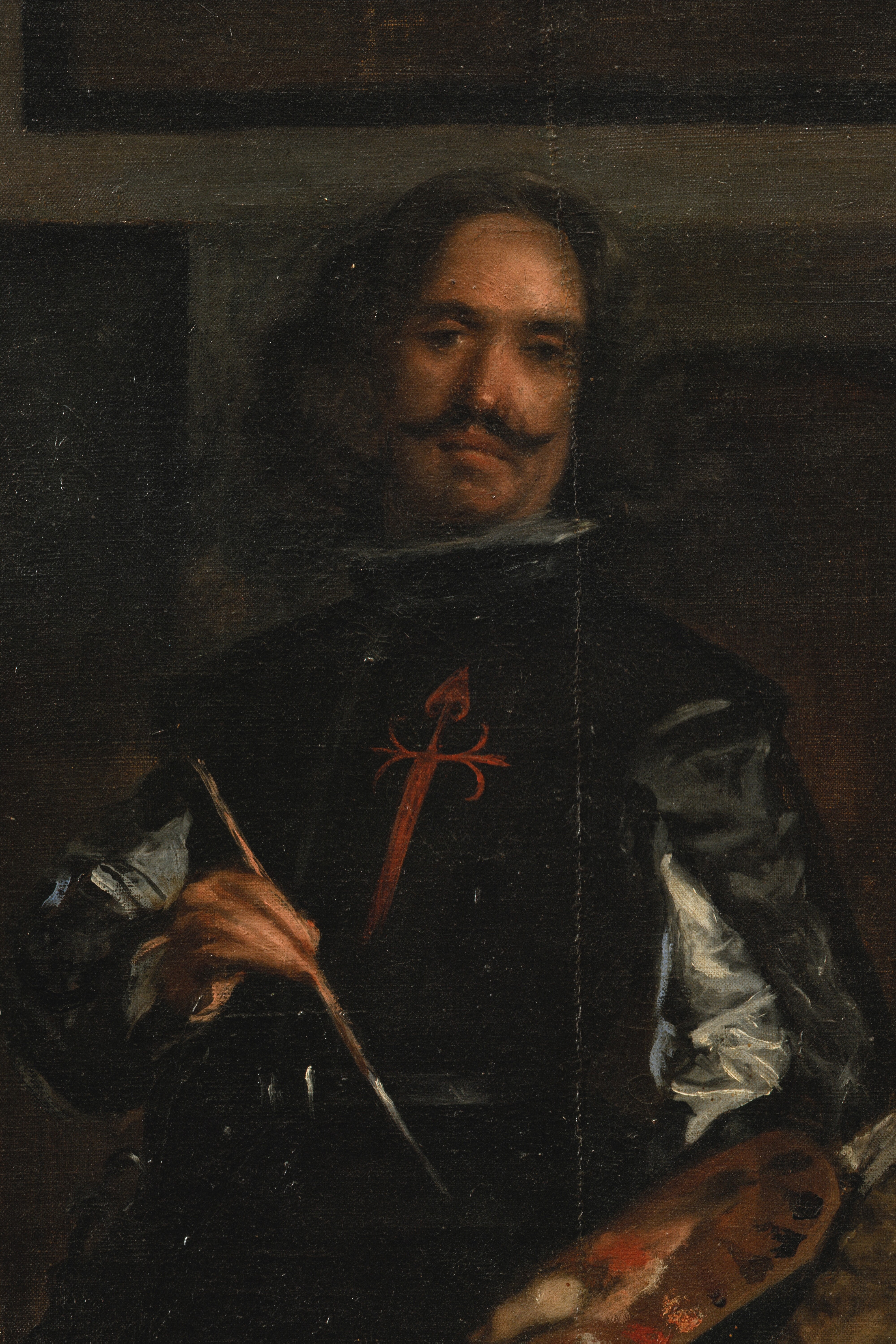
Selbstporträt, Ausschnitt aus Las Meninas, 1656, Öl auf Leinwand; Prado, Madrid

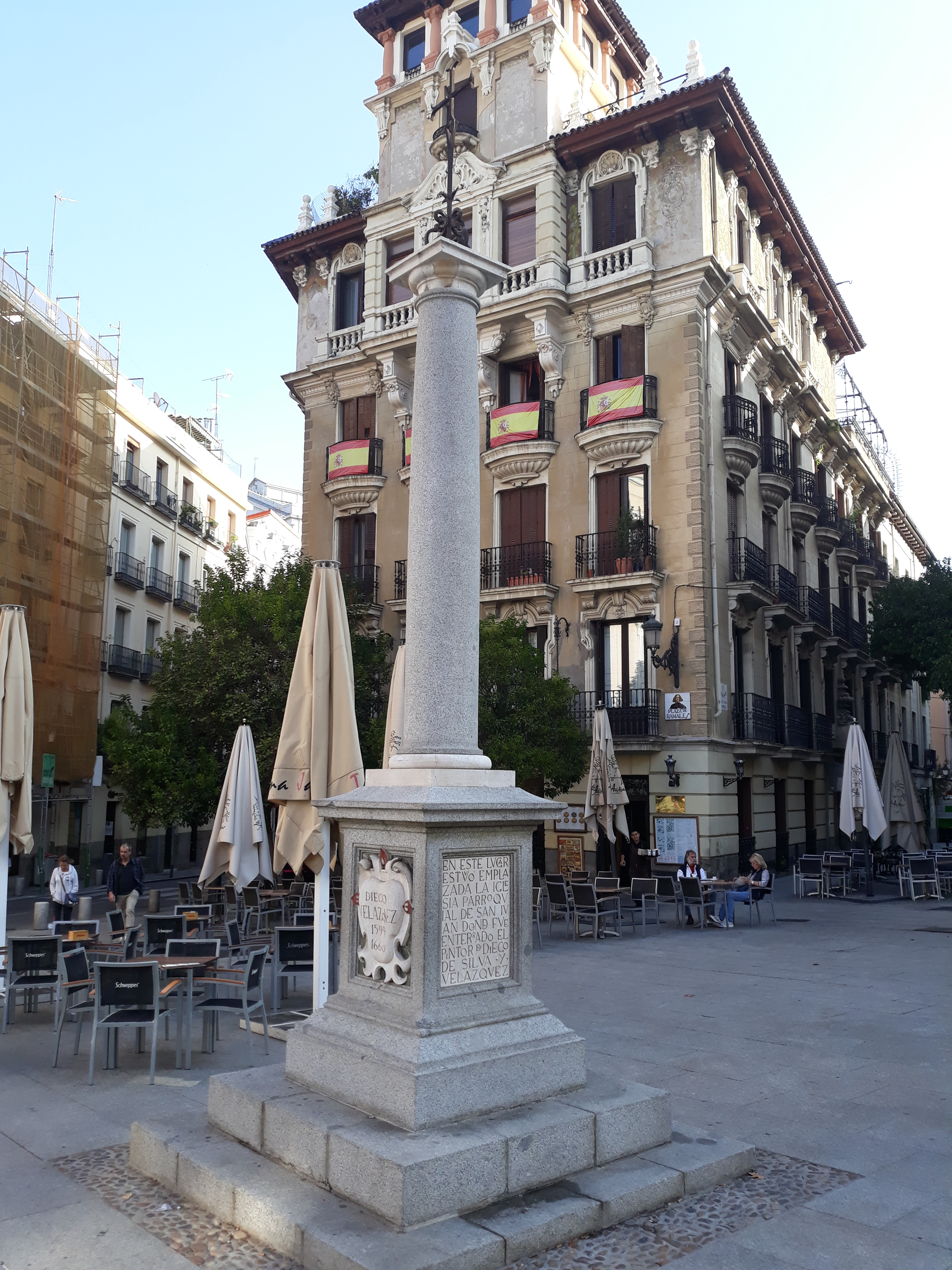
Gedenksäule für das Grab von Diego Velázquez am ehemaligen Standort der Kirche San Juan Bautista, Plaza de Ramales, Madrid.

Ende 1648 ging Velázquez zum zweiten Mal nach Italien, um im Auftrag des Königs Kunstwerke als Vorbilder für eine in Madrid zu gründende Kunstakademie anzukaufen. Er blieb bis Juni 1651 in Italien, wo er unter anderem ein Bildnis des Papstes Innozenz X. schuf, das 1950 zu den besten Porträts gezählt wurde, die je gemalt worden seien. So meinte Ernst Gombrich dazu, dass es Velazquez verstanden habe, aus diesem Auftrag  „das hinreißendste Stück Malerei hervorzuzaubern, das die Welt je gesehen hat.“  Nach Madrid zurückgekehrt, sah sich Velázquez wegen der zweiten Heirat des spanischen Königs mit Maria Anna von Österreich genötigt, seine Aktivitäten als Hofmaler noch zu verstärken. Ferner wurde er zum Hofmarschall ernannt. Daneben fand er aber auch noch Zeit, ein religiöses Bild wie den Besuch des heiligen Abtes Antonius bei dem heiligen Einsiedler Paulus in der Wüste und drei Meisterwerke ersten Ranges zu malen: Die Teppichwirkerinnen, ein Bild, das die Fabel der Arachne darstellt, die Venus vor dem Spiegel, seinen einzigen Akt, und das unter dem Titel Las Meninas (Die Hofdamen) bekannte Gemälde, das Velázquez selbst zeigt, wie er die königliche Familie malt (alle Prado außer der Venus, National Gallery).
Seine aufreibende Tätigkeit im Dienste des Königs blieb nicht ohne Auswirkungen auf seine Gesundheit. Er zog sich ein „hitziges Fieber“ zu, an welchem er am 6. August 1660 in Madrid starb. Velázquez wurde am folgenden Tag in der Pfarrkirche des Heiligen Johannes (Iglesia Parroquial de San Juan), die einen Block vom Königspalast auf der Plaza de Ramales stand (40° 25′ 1,4″ N, 3° 42′ 41,5″ W), begraben. Um 1809 wurde die Kirche im Auftrag von Joseph Bonaparte, dem damaligen Herrscher Spaniens und älteren Bruder Napoleon Bonapartes, abgerissen, um einen Platz anzulegen. Die Gebeine von Velázquez sind seither verschollen; spätere Grabungen seit der Mitte des 19. Jahrhunderts, insbesondere im Velázquez-Jahr 1999, haben ihren Verbleib nicht klären können.

## Merkmale von Velázquez’ Malerei

Édouard Manet, Der Tragöde, 1865–66, Öl auf Leinwand; National Gallery of Art, Washington. – Manets Bild ist stark von den Gemälden geprägt, die Velázquez von den Hofnarren am spanischen Königshof schuf.

Velázquez ist einer der größten Bildnismaler aller Zeiten, der neben der seinerzeit vorherrschenden idealistischen Kunstauffassung auch den Naturalismus zu einem gleichberechtigten Stil erhoben hat. Sein höchstes Ziel war die streng objektive Nachahmung der Natur bei geistreicher und individueller Auffassung. Deshalb übte sein Stil auf die ihm geistesverwandte Malerei der zweiten Hälfte des 19. Jahrhunderts einen großen Einfluss aus. Édouard Manet beispielsweise schuf sein Gemälde Der Tragöde unter dem Einfluss von Velázquez’ Gemälde Hoffnarr Pablo de Valladolid. Beide sind in einem eigentümlich unbestimmten Raum ohne Bodenlinie dargestellt und ähneln sich in ihrer Fußstellung.

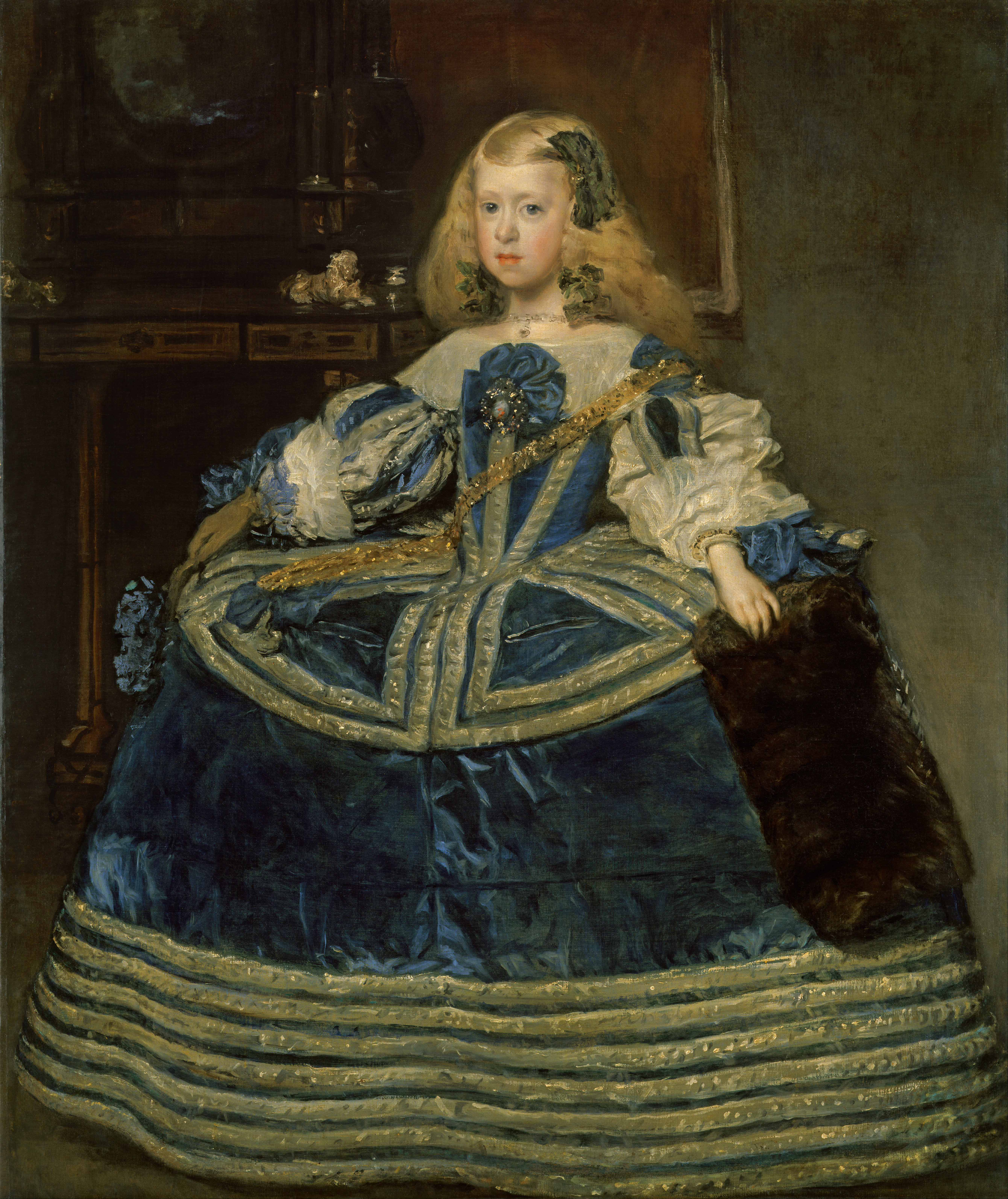
Porträt der achtjährigen Infantin Margarita Teresa in blauem Kleid, 1659, Öl auf Leinwand; Kunsthistorisches Museum, Wien

Velázquez’ Malweise hat verschiedene Wandlungen durchgemacht: Von einer kräftig-pastosen, warmen Farbgebung mit bräunlichen Schatten ausgehend, lernte er allmählich die Einwirkung des natürlichen Tageslichtes auf die Farbigkeit der Figuren und Gegenstände kennen. Schließlich hüllte er alle Lokalfarben in einen kühlen, grauen Ton, durch den seine reifsten Schöpfungen gekennzeichnet sind. In seinen letzten Arbeiten löste er die dargestellten Motive in lauter einzelne, leicht hingesetzte Pinselstriche auf, die erst bei der Betrachtung aus größerer Entfernung zu einem einheitlichen Ganzen von geschlossener Harmonie zusammenwachsen. Er kam in seinem Spätwerk daher der Auffassung sehr nahe, die im Impressionismus vorherrschend wurde.
Ein Jahr vor seinem Tod schuf Velázquez die Porträts der Infantin Margarita Teresa in blauem Kleid und das ihres kleinen Bruders Philipp Prosper als seine letzten vollendeten Arbeiten. Der persönliche Stil des Malers erreichte in diesen Bildern seinen Höhepunkt. Flimmernde Farbflecken erzeugen auf breiten Malflächen einen fast impressionistischen Effekt. Erst in angemessener Distanz ergibt sich für den Betrachter der Eindruck geschlossener Plastizität. Die Bilder gingen im gleichen Jahr nach Wien als Geschenk an Kaiser Leopold I., der die Infantin 1666 heiratete.
Velázquez’ Porträt von Infant Philipp Prosper ist das einzig erhalten gebliebene. Wie in allen späten Gemälden des Künstlers ist sein Umgang mit den Farben außerordentlich flüssig und lebendig. Aus dieser Darstellung des zarten und kränklichen Sohnes von König Philipp IV. spricht die Hoffnung, die man in den damals einzigen Erben der spanischen Krone setzte. Frisches Rot und Weiß stehen in Kontrast zu spätherbstlich morbiden Farben. Ein kleiner Hund blickt aus übergroßen Augen wie fragend auf den Betrachter, auch der weiträumig fahle Hintergrund lässt ein düsteres Schicksal erahnen – kaum vierjährig starb der kleine Prinz.

## Rezeption
Kunsthistoriker unterteilen das Schaffenswerk Velázquez’ in drei Perioden, ausgehend von den beiden Italienreisen des Künstlers (1629 bis 1631 bzw. 1649 bis 1651), die als Zäsuren angesehen werden. Diese Einteilung ist teilweise willkürlich, weil sie nicht durchgängig Velázquez’ künstlerischer Entwicklung entspricht. Wie bei vielen anderen Künstlern durchdringen sich auch bei Velázquez’ Lebenswerk die unterschiedlichen Stile. Eine sichere Einordnung in die drei Schaffensperioden wird außerdem dadurch erschwert, dass er seine Werke nur selten signierte und datierte. Das königliche spanische Archiv hielt nur die Fertigstellungsdaten der wichtigsten Werke fest.

## Museen mit Gemälden von Velázquez
Das Museum mit dem mit Abstand bedeutendsten und umfangreichsten Bestand an Velazquez-Gemälden ist der Prado in Madrid, der auf die Sammlungen der spanischen Könige zurückgeht. Dort wurde 1899 das Diego-Velázquez-Denkmal enthüllt.
Weitere Museen in Spanien können einzelne Velazquez-Werke zeigen. Weitere wichtige Werke sind in England zu sehen (insbesondere in der National Gallery (London)) sowie auch in den USA (insbesondere im Metropolitan Museum of Art). Im deutschsprachigen Raum sind vor allem die späten Prinzen- und Prinzessinnen-Porträts im Kunsthistorischen Museum zu nennen, die bereits zu Lebzeiten nach Wien gelangten. Außerdem besitzen auch die Gemäldegalerie in Berlin, die Gemäldegalerie Alter Meister in Dresden und die Alte Pinakothek in München einzelne wichtige Velazquez-Werke.

## Werke (Auswahl)
Wenn nicht anders angegeben, handelt es sich um Gemälde auf Leinwand.

Die Tabelle ist nach Spalten (z. B. nach Datierungen oder Standorten) sortierbar (Kopfzeile anklicken).
| Bild | Titel | Jahr              | Maße              | Sammlung                                      |
| ---- | --- | ----------------- | ----------------- | --------------------------------------------- |
|      | Die Alte beim Eierbraten | 1618              | 105 × 119 cm      | Edinburgh, Scottish National Gallery          |
|      | Die Anbetung der Hl. Drei Könige | 1619              | 203 × 125 cm      | Madrid, Museo del Prado                       |
|      | Bildnis des Gaspar de Guzmán, Herzog von Olivares. (Gaspar de Guzmán, Conde de Olivares)                                                         | 1624              | 203 × 106 cm      | Sao Paulo, Museu de Arte de São Paulo         |
|      | Die Trunkenbolde oder Der Triumph des Bacchus | 1629              |                   | Madrid, Museo del Prado                       |
|      | Porträt der Infantin María von Österreich | 1628 ca.          | 58 × 44 cm        | Madrid, Museo del Prado                       |
|      | Apoll in der Schmiede des Vulcan | 1630 ca.          | 223–290 cm        | Madrid, Museo del Prado                       |
|      | Don Pedro de Barberana als Mitglied des Calatrava-Ordens                                                                                         | 1631–32           |                   | Fort Worth, Texas, Kimbell Art Museum         |
|      | Philipp IV. in braun-silbernem Kostüm | 1632              |                   | London, National Gallery                      |
|      | Christus am Kreuz. Aus der Benediktinerklosterkirche St. Plácido in Madrid.                                                                      | 1632              | 248 × 169 cm      | Madrid, Museo del Prado                       |
|      | Prinz Baltasar Carlos zu Pferd | 1634–35           | 209 × 173 cm      | Madrid, Museo del Prado                       |
|      | Philipp III. zu Pferd | 1628, 1634        |                   | Madrid, Museo del Prado                       |
|      | Die Übergabe von Breda (Las Lanzas) | 1635              | 307 × 370 cm      | Madrid, Museo del Prado                       |
|      | Der Kardinal-Infant Don Fernando de Austria | 1634–36           |                   | Madrid, Museo del Prado                       |
|      | Porträt des Prinz Baltasar Carlos als Jäger | 1635–36           |                   | Madrid, Museo del Prado                       |
|      | Juan Martínez Montañés | 1635–36           | 109 × 88 cm       | Madrid, Museo del Prado                       |
|      | Reiterbildnis des Grafen-Herzogs von Olivares | 1636              | 313 × 239 cm      | Madrid, Museo del Prado                       |
|      | Prinz Baltasar Carlos mit dem Herzog von Olivares                                                                                                | 1636–37           | 144 × 96,5 cm     | London, Collection of the Duke of Westminster |
|      | Herzog von Olivares | 1638              |                   | Sankt Petersburg (ehem. Leningrad), Eremitage |
|      | Der griechische Fabeldichter Äsop, wahrscheinlich Teil einer Gemäldefolge für das königliche Jagdschloss Torre de la Parada bei Madrid           | 1639–1640         | 179.5 × 94 cm     | Madrid, Museo del Prado                       |
|      | Der griechische Dichter Menippos von Gadara, wahrscheinlich Teil einer Gemäldefolge für das königliche Jagdschloss Torre de la Parada bei Madrid | 1639–41           | 178 × 93,5 cm     | Madrid, Museo del Prado                       |
|      | Marienkrönung | 1641–44           | 178,5 × 134,5 cm  | Madrid, Museo del Prado                       |
|      | Der Hofnarr Don Sebastián de Morra | 1643–45           |                   | Madrid, Museo del Prado                       |
|      | Innozenz X. | 1650              | 140 × 120 cm      | Rom, Galleria Doria                           |
|      | Porträt des Juan de Pareja | 1650              | 81,3 × 69,9 cm    | New York, Metropolitan Museum of Art          |
|      | Infantin Maria Teresa (1638–1683) | 1652–53           | 127 × 99 cm       | Wien, Kunsthistorisches Museum                |
|      | Die Hoffräulein (Las Meninas) | 1656              | 318 × 276 cm      | Madrid, Museo del Prado                       |
|      | Die Sage der Arachne oder Die Spinnerinnen (Las Hilanderas)                                                                                      | 1658 ca.          | 220 × 289 cm      | Madrid, Museo del Prado                       |
|      | Sibylle | 1630              |                   | Madrid, Museo del Prado                       |
|      | Christus im Hause von Maria und Martha | 1618              | 63 cm × 103 cm    | London, National Gallery                      |
|      | Die Dame mit dem Fächer | 1638–1639         | 93 × 69 cm        | London, Wallace Collection                    |
|      | Venus vor dem Spiegel | 1647–1651         | 122,5 × 177 cm    | London, National Gallery                      |
|      | Porträt König Philipp IV. von Spanien | 1628 (spätestens) | 198 cm × 102 cm   | Madrid, Museo del Prado                       |
|      | Prinz Baltasar Carlos und sein Zwerg | 1631/32           | 128,1 cm × 102 cm | Boston, Museum of Fine Arts                   |
|      | Der Hofzwerg Don Diego de Acedo „El Primo“ | 1644              |                   | Madrid, Museo del Prado                       |
|      | Infantin Margarita Teresa (1651–1673) in rosafarbenem Kleid                                                                                      | 1654              | 128,5 cm × 100 cm | Wien, Kunsthistorisches Museum                |
|      | Infantin Margarita Teresa (1651–1673) in blauem Kleid                                                                                            | 1659              | 127 cm × 107 cm   | Wien, Kunsthistorisches Museum                |
|      | Infant Philipp Prosper (1657–1661) | 1659              | 129 cm × 99 cm    | Wien, Kunsthistorisches Museum                |

## Ausstellungen
- 2014/2015: Velázquez, Kunsthistorisches Museum, Wien. Katalog.

## Filme
Diego Velázquez, Hofmarschall und Maler, BR 1999, Dokumentarfilm von Bernhard Graf.